# Abdallah Muhammad

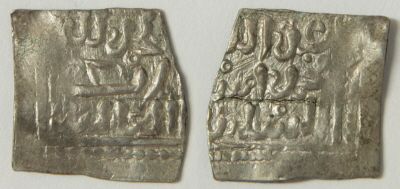
Silbermünzen aus der Zeit des Abdallah Muhammad

Abu Abdallah al-Burtuqali Muhammad ibn Muhammad (arabisch أبو عبد الله البرتقالي محمد بن محمد, DMG Abū ʿAbd Allāh al-Burtuqālī Muḥammad b Muḥammad; † 1524) war von 1505 bis 1524 der zweite Sultan der Ouattasiden in Marokko.

## Biografie
Abdallah Muhammad al-Burtuqali trat 1505 die Nachfolge seines Vaters Muhammad asch-Schaich al-Mahdi an. Den Beinamen al-Bortogali erhielt er, weil er viele Jahre als Geisel in Portugal gelebt hatte. Unter seiner Regentschaft begann Portugal nach der Besetzung der Atlantikhäfen mit Vorstößen in das Landesinnere, so wurde im Jahr 1514 Marrakesch angegriffen. Da die Ouattasiden Marokko nicht wirksam verteidigen konnten, sank ihre Autorität in weiten Teilen des Landes weiter ab. Im südlichen Marokko begann sich der Widerstand gegen die Portugiesen und die Ouattasiden unter Scherif Abu Abdallah al-Qaim zu organisieren (siehe auch: Saadier). Im Jahr 1524 übernahm mit Abu l-Abbas Ahmad (reg. 1524–1549), ein Sohn von Abdallah Muhammad, die Herrschaft.